# Campionati del mondo di ciclismo su strada 2016 - Cronometro femminile Elite
La cronometro femminile Elite dei Campionati del mondo di ciclismo su strada 2016 fu corsa l'11 ottobre 2016 in Qatar, con partenza ed arrivo a Doha, su un percorso totale di 28,9 km. L'oro andò alla statunitense Amber Neben, che vinse la gara con il tempo di 36'37"04 alla media di 47,355 km, l'argento all'olandese Ellen van Dijk e il bronzo all'australiana Katrin Garfoot.
Delle 41 cicliste alla partenza 40 arrivarono al traguardo e una fu squalificata.

## Classifica (Top 10)
| Pos. | Corridore            | Squadra     | Tempo     |
| ---- | -------------------- | ----------- | --------- |
| 1    | Amber Neben          | Stati Uniti | 36'37"04  |
| 2    | Ellen van Dijk       | Paesi Bassi | a 5"99    |
| 3    | Katrin Garfoot       | Australia   | a 8"32    |
| 4    | Olga Zabelinskaya    | Russia      | a 11"52   |
| 5    | Annemiek van Vleuten | Paesi Bassi | a 25"79   |
| 6    | Lisa Brennauer       | Germania    | a 57"59   |
| 7    | Trixi Worrack        | Germania    | a 1'11"14 |
| 8    | Ann-Sophie Duyck     | Belgio      | a 1'27"96 |
| 9    | Katarzyna Pawłowska  | Polonia     | a 1'36"49 |
| 10   | Alena Amialiusik     | Bielorussia | a 1'41"59 |